# Bony de la Culla
El Bony de la Culla és una muntanya de 1.932 metres que es troba al municipi de Montferrer i Castellbò, a la comarca de l'Alt Urgell.